# Wiktorowo (województwo warmińsko-mazurskie)
Wiktorowo – osada w Polsce położona w województwie warmińsko-mazurskim, w powiecie elbląskim, w gminie Gronowo Elbląskie, na obszarze Żuław Elbląskich.
W latach 1975–1998 miejscowość administracyjnie należała do województwa elbląskiego.

## Zabytki
- XIX-wieczny wiatrak typu "holender"
- Pozostałości cmentarza mennonickiego